# کریچر شوک
کریچر شوک (به انگلیسی: Creature Shock) یک بازی ویدئویی در سبک تیراندازی اول شخص با زمینهٔ علمی تخیلی است که در سال ۱۹۹۴ میلادی برای رایانه شخصی و ۳دی‌او منتشر گردید. این عنوان توسط شرکت "آرگونات گیمز" تولید و به وسیلهٔ "ویرجین اینتراکتیو" منتشر گردید. یک نسخه سازگارشده از این بازی نیز پس از مدتی برای کنسول‌های پلی‌استیشن، سگا ساترن و فیلیپس سی‌دی-آی عرضه شد.
این عنوان قرار بود برای "جگوار سی‌دی" نیز ساخته شود که کنسل شد.
این عنوان یکی از اولین محصولات کامل و بزرگی بود که بر روی رسانه سی‌دی منتشر گردید و دارای قسمت‌های کامل تعاملی و صحنه قطعهای تمام و کمال بود. به همین دلایل بازی به علت حجم زیاد بر روی دو عدد سی دی منتشر گردید.
گیم پلی بازی به دو بخش تقسیم می‌شد، یک بخش به صورت شوتم آپ ریلی بود که بازیباز وظیفه هدایت یک سفینه را از میان محیط‌های مختلف و از پیش رندر شده داشت و بخش ماجراجویانه که به صورت نمای اکشن اول شخص بود.

## داستان
در سال ۲۱۲۳، نیروی ویژه‌ای به نام UNS Amazon برای کاوش در سیاره‌های مختلف راهی مأموریت می‌شوند تا بتوانند سیاره مناسبی برای زندگی انسان‌ها پیدا کنند، زیرا کره زمین بر اثر فعالیت‌های مخرب انسانی در حال نابودی است. در طی این ماجراها، انسان‌ها متوجه فعالیت عجیب بیگانه‌ها در سیاره زحل می‌شوند که در حال شبیه‌سازی یک سیارک هستند. قهرمان داستان «فرمانده جیسون بار» (Commander Jason Barr) مأمور می‌شود تا به این مسئله رسیدگی کند.
در راه رسیدن به زحل، فرمانده جیسون با مقاومت شدیدی از طرف نیروهای بیگانه روبرو شده و پس از نبرد با تعداد زیادی سفینه‌های بیگانگان، متوجه می‌شود که تقریباً همه نیروهای سازمان «UNS Amazon» توسط سیارک بلعیده شده‌اند، و پی به زنده بودن سیارک شبیه سازی شده توسط بیگانگان می‌برد.
در پی این اکتشافات فرمانده جیسون با یکی از فرماندهان سابق نیروهای UNS Amazon به نام «کاپیتان سوموکی» برخورد می‌کند که تبدیل به یک بیگانه شده و اقدام به حمله به فرمانده می‌کند. پس از نبرد و پیروزی فرمانده بر او، کاپیتان سوموکی به حالت انسانی خود بر می‌گردد و به اتفاق فرمانده جیسون به پایگاهشان در کره ماه باز می‌گردند.
بعد از تحقیقات بیشتر فرمانده جیسون متوجه می‌شود که بیگانگان فضایی یک دستگاه شنود در قمر تتیس زحل کار گذاشته‌اند. فرمانده به قصد نابودی تجهیزات بیگانگان راهی قمر تتیس می‌شود. به محض رسیدن یک کاوشگر بیگانه را مشاهده و با تعقیب آن از میان دره‌ها به پایگاه مخفی بیگانگان رسیده و پس از موفقیت در مأموریت و قبل از نابودی پایگاه بیگانگان موفق به فرار می‌شود. در حین فرار و پس از نابودی سفینه بیگانگان، خسارت سنگینی به سفینه فرمانده جیسون وارد می‌شود که منجر به انفجار آن و تصادم با سفینه اصلی دشمنان می‌شود. فرمانده در سفینه مادر بیگانگان سرانجام با رهبر نیروهای بیگانه روبرو شده و او را شکست می‌دهد. سپس بطور اتفاقی موفق به فعال کردن تکنولوژی پیشرفته تبدیل سیارات می‌گردد و با تبدیل کردن سیاره مریخ، این سیاره را قابل سکونت و تبدیل به خانه دوم انسان‌ها می‌نماید.

## تفاوت نسخه‌های بازی
نسخه کامپیوتر و "سی دی-آی" این بازی از قابلیت‌های ماوس پشتیبانی می‌کنند، همچنین نسخه "سی دی-آی" از تفنگ نوری دستگاه هم می‌تواند بهره ببرد. بقیه نسخه‌های این بازی فقط از کنترلرهای استاندارد پشتیبانی می‌کنند.
نسخه رایانه شخصی و ۳دی‌او شامل سه مرحله اکتشافی و دو مرحله تیراندازی ریلی می‌باشد. نسخه‌های سی دی-آی و پلی‌استیشن و ریلیز ژاپنی ساترن فقط شامل سه مرحله اکتشافی می‌باشد.
برای کنسول سگا ساترن دو نسخه از بازی منتشر گردید، نسخه ژاپنی که شبیه نسخه پلی استیشن و ریلیز آمریکای شمالی است تحت عنوان "نسخه ویژه" (Special Edition) می‌باشد. نسخه ویژه شامل تعدادی قابلیت اضافی و مقدار کمی بهبودهای تصویری است، اما قابلیت اصلی آن وجود دو مرحله تیراندازی ریلی به صورت گرافیک سه بعدی است.
این دو مرحله در نسخه رایانه شخصی این بازی هم وجود دارند اما دارای تعدادی عیب فنی هستند، برای مثال در بعضی مواقع در مرحله ۳، با شکست غول آخر، آن مرحله به پایان نمی‌رسد!

## بازتاب‌ها
| ناشر                    | امتیاز  |
| ----------------------- | ------- |
| آل‌گیم                   | ۵ از ۱۰ |
| آی‌جی‌ان                  | ۲ از ۱۰ |
| Coming Soon Magazine    | ۹۵٪     |
| دنیای بازی‌های کامپیوتری | [ ۸ ]   |

با وجود مراحل مفصل و آرت ورک‌های زیبا، گیم پلی بازی درخشان نیست. منتقد سایت آی‌جی‌ان با اعطای نمره ۲ از ۱۰ در مورد بازی نوشته است: «بازی تیراندازی ریلی با تعداد زیادی محیط از قبل رندر شده که تجربه مهلکی به ما می‌دهد. به شما هشدار می‌دهیم، از بازی کریچر شوک دوری کنید، درست به مانند اینکه زندگی شما به آن بستگی دارد.»
مجله کامپیوتر گیمینگ ورلد نیز به بازی نمره ۲٫۵ از ۵ را داده است.